# آيت حموش (دراع)
آيت حموش هو دُوَّار يقع بجماعة تدلي فطواكة، إقليم أزيلال، جهة بني ملال خنيفرة في المملكة المغربية. ينتمي الدوّار لمشيخة دراع التي تضم 17 دوار. يقدر عدد سكانه بـ 198 نسمة حسب الإحصاء الرسمي للسكان والسكنى لسنة 2004.

## وصلات خارجية
- البوابة الوطنية للجماعات الترابية
- المندوبية السامية للتخطيط